# 1972年夏季奥林匹克运动会新加坡代表团
1972年夏季奥林匹克运动会新加坡代表团是新加坡派出的1972年夏季奥林匹克运动会代表团。